# Фонематична транскрипція
Фонематична транскрипція — спосіб запису живого мовлення з метою передавання тільки фонемного складу слів без відтінків, зумовлених різними фонетичними умовами. Себто у фонематичній транскрипції фіксують головні вияви фонем. У цьому її відмінність від фонетичної транскрипції, у якій фіксують алофони фонем, тобто звуки як акустично-артикуляційні явища.
Фонематична транскрипція дуже близька до орфографічного письма. Кожна фонема позначається однією літерою. Фонеми і текст, записані фонематичною транскрипцією, беруться у скісні дужки / /.

## Підходи до фонематичної транскрипції
Фонематичні транскрипції, розроблені різними фонологічними школами, відрізняються.
Так, згідно з ученням Московської фонологічної школи (МФШ), фонема співвідноситься з усіма її звуковими виявами, за Ленінградською (щербівською) фонологічною школою (ЛФШ) — лише з варіаціями, тому варіант, який за артикуляційними ознаками збігається з головним виявом іншої фонеми, вважають окремою фонемою.
За українським мовознавцем Юрієм Карпенком, напівм'які губні, передньоязикові ясенні, задньоязикові та фарингальний — окремі фонеми, які у фонематичній транскрипції позначають знаком м'якості; оскільки фонему /и/ вважають лише алофоном /і/, то вона відсутня у фонологічному записі.
Фонематичну транскрипцію використовують для встановлення фонемного складу слів і морфем, для виявлення засобів їх розрізнення й розпізнавання, а також для зіставлення фонологічних систем різних мов.